# Henry Pym
El Dr. Hank Pym es un superhéroe ficticio que aparece en los cómics estadounidenses publicados por Marvel Comics. Creado por el editor y escritor Stan Lee, el guionista Larry Lieber y el dibujante Jack Kirby, el personaje apareció por primera vez en Tales to Astonish # 27 (enero de 1962). El personaje, un científico que debutó en una historia de antología de ciencia ficción independiente, devolvió varios temas más tarde como la iteración original del superhéroe Ant-Man con el poder de reducir el tamaño de un insecto. Junto con su pareja / esposa en la lucha contra el crimen, Janet van Dyne, continúa asumiendo otras identidades de superhéroes, entre ellas, como el cambia tallas, Hombre Gigante y Goliath; el temático insecto Yellowjacket; y brevemente la Avispa. Es miembro fundador del equipo de superhéroes de los Vengadores, así como el creador del villano robótico, Ultron.
Debutando en la Edad de Plata de los cómics Henry Pym ha aparecido en otros medios de Marvel como películas animadas, videojuegos, series de televisión y mercancías tales como figuras de acción y tarjetas coleccionables. Michael Douglas interpreta al personaje de las películas del Universo cinematográfico de Marvel Ant-Man (2015), Ant-Man and the Wasp (2018) sufrido por el chasquido en Infinity War, Avengers: Endgame (2019), y está listo para repetir el papel en la película Ant-Man and the Wasp: Quantumania (2023). Douglas también expresa una línea de tiempo alternativa en la serie animada de Disney+ ¿Qué pasaría si...? (2021).

## Historial de publicaciones
Hank Pym debutó en una historia de portada en solitario de siete páginas, "The Man in the Ant Hill", sobre un personaje que prueba en sí mismo tecnología cada vez más pequeña, en la antología de ciencia ficción/fantasía Tales to Astonish #27 (fecha de portada enero de 1962) creado por el editor y trazador Stan Lee, el escritor Larry Lieber, el dibujante Jack Kirby y el entintador Dick Ayers. En una entrevista de 2008, Lee dijo: "Hice un cómic llamado 'El hombre en el hormiguero' sobre un tipo que se encogía y había hormigas o abejas persiguiéndolo. Se vendió tan bien que pensé en convertirlo en un superhéroe. podría ser divertido."
Como resultado, Pym revivió ocho números más tarde como el superhéroe disfrazado Ant-Man que protagonizó la historia de tres capítulos y 13 páginas "El regreso de Ant-Man/An Army of Ants/The Ant-Man's Revenge" en Tales to Astonish # 35 (septiembre de 1962). Sus aventuras se convirtieron en una característica constante del título. El número 44 (junio de 1963) presentó el debut de su novia socialité y asistente de laboratorio Janet van Dyne, quien adoptó la identidad disfrazada de Avispa. Coprotagonizó las apariciones posteriores de Pym y fue presentadora de la secuencia de encuadre de las historias de respaldo de la serie. En septiembre de 1963, Lee y Kirby crearon el título de superhéroe The Avengers, y Ant-Man y Avispa se establecieron en el número 1 como miembros fundadores del equipo del mismo nombre.
Décadas más tarde, Lee teorizó sobre por qué "Ant-Man nunca se convirtió en uno de nuestros más vendidos ni tuvo su propio libro":

Me encantaba Ant-Man, pero las historias nunca tuvieron mucho éxito. Para que Ant-Man tuviera éxito, tenía que dibujarse así de pequeño junto a cosas grandes y obtendrías imágenes que fueran visualmente interesantes. Los artistas que lo dibujaron, por mucho que se los recordara, seguían olvidando ese hecho. Lo dibujarían de pie sobre una mesa y dibujarían a un tipo de aspecto heroico. Yo diría: "Dibuja la tapa de una caja de cerillas junto a él, para que veamos la diferencia de tamaño". Pero siguieron olvidándose. Entonces, cuando mirabas los paneles, pensabas que estabas viendo a un tipo normal vestido con ropa interior como todos ellos. No tenía el interés.

Pym comenzó un cambio continuo de identidades de superhéroes en Tales to Astonish, convirtiéndose en Giant-Man de 12 pies de altura (3,7 m) en el número 49 (noviembre de 1963). Pym y van Dyne continuaron coprotagonizando el título hasta el número 69 (julio de 1965), mientras aparecían simultáneamente en The Avengers hasta el número 15 (abril de 1965), después de lo cual abandonaron temporalmente el equipo.
Pym se reincorporó a los Vengadores y adoptó la nueva identidad de Goliat en Avengers #28 (mayo de 1966). Poco a poco, cayendo en la tensión mental, adoptó la cuarta identidad de superhéroe, Yellowjacket, en el número 59 (diciembre de 1968). Reapareció como Ant-Man en Avengers # 93 (noviembre de 1971); y en los números 4 a 10 protagonizó la historia principal del primer volumen de Marvel Feature (julio de 1972 - julio de 1973). Durante esta carrera, apareció con un disfraz rediseñado con un clavo como arma. Después de aparecer ocasionalmente como Yellowjacket en la década de 1980 y luchar contra problemas mentales y emocionales, abandonó temporalmente su personaje disfrazado y se unió a los Vengadores de la Costa Oeste como científico e inventor en West Coast Avengers vol. 2, n.º 21 (junio de 1987). Pym regresó a los Vengadores como Giant-Man en The Avengers vol. 3, n.º 1 (febrero de 1998). Cuando el equipo se disolvió después de una serie de tragedias, Pym, como Yellowjacket, se ausentó a partir del vol. 3, n.º 85 (septiembre de 2004).
Tras la muerte de van Dyne, un afligido Pym adoptó otra identidad como una nueva versión de Avispa, en homenaje a la mujer con la que se había casado y de la que se había divorciado, en la publicación one-shot Secret Invasion: Requiem (enero de 2009). Giant-Man apareció como personaje secundario en Avengers Academy desde el número 1 (agosto de 2010) hasta el número final n.° 39 (enero de 2013). Pym regresó como Avispa en la miniserie Ant-Man & The Wasp (enero de 2011) y como personaje habitual en la serie Secret Avengers 2010-2013 desde el número 22 (abril de 2012) hasta su número final n.° 37 (marzo de 2013).
Después de Secret Avengers, Pym se unió a Avengers A.I. después de vencer a su creación Ultron. Luego apareció en muchos cómics, incluidos Daredevil (Vol. 3 y 4) y la novela gráfica Rage of Ultron.

## Biografía ficticia del personaje

### Años 60
El bioquímico Dr. Henry "Hank" Pym descubre un conjunto inusual de partículas subatómicas que etiqueta como "partículas Pym". Atrapándolas dentro de dos sueros separados, Pym crea una fórmula que altera su tamaño y una fórmula que revierte los efectos, probándolas en sí mismo. Reducido al tamaño de una hormiga, Hank queda atrapado en un hormiguero antes de escapar y usar la fórmula de reversión para restaurar su tamaño. Decidiendo que los sueros son demasiado peligrosos para existir, Pym los destruye. Poco después, él reconsidera su decisión y recrea sus sueros. La experiencia de Pym en el hormiguero lo inspira a estudiar hormigas, y construye un casco cibernético que le permite comunicarse con ellas y controlarlas. Pym diseña un traje hecho de moléculas inestables para evitar mordeduras o rasguños de las hormigas, y se reinventa a sí mismo como el Hombre Hormiga (Ant-Man). Después de varias aventuras, Pym es contactado por el Dr. Vernon van Dyne pidiendo su ayuda en contactar vida extraterrestre. Pym se niega, pero se siente atraído por la hija socialité de Vernon, Janet van Dyne. Posteriormente Vernon es asesinado por un criminal extraterrestre que se teletransporta a sí mismo en la Tierra, y Janet le pide ayuda a Pym en vengar la muerte de Vernon. Pym revela su identidad secreta a Janet, y usa partículas Pym para injertar alas de avispa debajo de sus hombros, las cuales aparecen cuando Janet se encoge. Janet asume el alias de la Avispa, y juntos encuentran y derrotan al asesino de Vernon. La pareja se convirtió en miembros fundadores del equipo de superhéroes conocido como los Vengadores.
Pym finalmente adopta su primera identidad alternativa como el Hombre Gigante de 12 pies de altura. Él y la Avispa desarrollan una relación romántica. En cómics tres décadas más tarde, un flashback revela que Pym adoptó la identidad del Hombre Gigante por sentimientos de insuficiencia en comparación con sus compañeros Iron Man y Thor. Poco después, Pym y van Dyne toman un permiso de ausencia de los Vengadores.
Con el tiempo, Pym vuelve al equipo, adoptando la nueva identidad de Goliat. Un percance atrapa al personaje en su forma gigante durante varias ediciones, y afecta su autoestima. Tras recuperar el control de su habilidad, Pym crea el robot Ultrón, el cual logra accidentalmente sapiencia y se convierte en uno de los mayores enemigos de los Vengadores. Durante un experimento fallido, Pym inhala sustancias químicas que inducen esquizofrenia, y sufriendo de una crisis de personalidad, reaparece en la Mansión de los Vengadores como el engreído Yellowjacket, alegando que se ha deshecho de Pym. Sólo la Avispa se da cuenta de que es Pym y se aprovecha de su oferta de matrimonio. Pym finalmente se recupera de las sustancias químicas durante una batalla con el Circo del Crimen en la boda.

### Años 70
Tras varias aventuras con los Vengadores, incluyendo otro encuentro con Ultron, la pareja vuelve a ausentarse. Los héroes reencuentran a Hank Pym al principio de la Guerra Kree-Skrull, y una vez más como el Hombre Hormiga, teniendo una serie de aventuras en solitario.
Después de ayudar a otro equipo de superhéroes conocido como los Defensores como Yellowjacket, Pym regresa a los Vengadores. Él es finalmente capturado por un Ultron mejorado que le lava el cerebro a su creador, haciendo que el personaje regrese a su traje y personalidad del Hombre Hormiga — llegando a la Mansión de los Vengadores, pensando que es la primera reunión del equipo. Viendo a varios miembros no familiares, Pym ataca al equipo hasta que es detenido por la Avispa. Después de que el lavado de cerebro de Ultrón es invertido, Pym se reúne con los Vengadores como Yellowjacket. Pym se ve obligado a abandonar brevemente el equipo cuando es reestructurado por Henry Peter Gyrich, un enlace gubernamental.
También en este momento, notó el robo de Scott Lang del traje Ant-Man. Después de la derrota de Darren Cross y consciente del uso de los bienes robados de Lang, Pym permitió que Lang conservara el equipo, aunque solo para cumplir con la ley.

### Años 80
Regresando 14 ediciones después, Hank Pym participa en varias misiones hasta que, después de demostrar un comportamiento hostil hacia Janet van Dyne, él ataca a un enemigo por la espalda una vez que el oponente ya había dejado de luchar. El Capitán América suspende a Yellowjacket del servicio en los Vengadores a la espera del veredicto de una corte marcial. Pym sufre un colapso mental y trama un plan para salvar su credibilidad mediante la construcción de un robot, Salvación-1, programándolo para lanzar un ataque contra los Vengadores que él detendrá usando la debilidad del robot en un momento crítico, con la esperanza de recuperar su buen estado. La Avispa descubre el plan y le ruega a Pym que se detenga, con lo cual él la golpea. Jim Shooter, el escritor de esta historia, dijo que únicamente pretendía que Pym accidentalmente la golpeara al señalarla con desdén, y que el artista Bob Hall lo malinterpretó. Posteriormente, Pym es expulsado de los Vengadores, y Janet se divorcia de él.
Dejado sin dinero, Pym es manipulado por un viejo enemigo, el supuestamente muerto Egghead, engañándolo en robar la reserva nacional del metal Adamantio. Pym es confrontado por los Vengadores (a los que había convocado secretamente), y después de ser derrotado es culpado por el robo, ya que Egghead borró toda la evidencia de su participación. Culpando a un villano aparentemente muerto es tomado como una prueba más de su locura, por lo que Pym es encarcelado. Durante su encarcelamiento, Janet tiene una breve relación con Tony Stark. Egghead más tarde se involucra a sí mismo, y al tratar de matar a Pym es accidentalmente asesinado por Ojo de Halcón, ya que su hermano había sido asesinado por Egghead años atrás. Con el verdadero autor expuesto, todos los cargos de Pym son borrados. Después de despedirse de Janet y sus compañeros, Pym se va para dedicar su tiempo completo a la investigación.
Pym reaparece en los Vengadores de la Costa Oeste, primero en un papel consultivo, y más tarde como miembro titular en capacidad no disfrazada. Pym comienza una breve relación con su compañera Tigra, y después de una burla verbal por su viejo enemigo Torbellino, él contempla el suicidio, pero es detenido por la heroína Firebird. Pym y Janet terminan por reanudar su relación romántica.

### Años 90
El personaje regresa a los Vengadores, uniéndose al equipo de la Costa Este como el Hombre Gigante. La pareja, junto con muchos otros de los Vengadores, aparentemente se sacrifican para detener al villano Onslaught, pero en realidad existen en un universo de bolsillo por un año antes de regresar al Universo Marvel principal.
Hank Pym regresa y ayuda al equipo como el Hombre Gigante, y hace una contribución significativa al derrotar al cerebro criminal Imus Champion y a su creación imperfecta, Ultrón. Al mismo tiempo, Pym supera sus viejos problemas de culpa por los crímenes de Ultrón — revelando que son debido a que usó sus propios patrones cerebrales para crear a Ultrón, y así creyendo que la actitud de Ultrón refleja su lado más oscuro.

### Años 2000
Cuando Rick Jones se convierte en un personaje clave en la Guerra del Destino entre Kang el Conquistador e Immortus, dos versiones de Hank Pym aparecen: el Hombre Gigante del presente, y Yellowjacket inmediatamente antes de su matrimonio con Janet van Dyne. Las dos versiones comienzan a deteriorarse por estar separados, pero son restaurados cuando la Avispa ayuda a las dos mitades a darse cuenta de que se necesitan el uno al otro. Pym finalmente es capaz de resolver sus problemas y adopta su personalidad de Yellowjacket una vez más.
Después de los acontecimientos del arco argumental Vengadores Desunidos, Pym toma un permiso de ausencia, y en el one-shot Vengadores: Final, el personaje y Janet se van a Inglaterra para reavivar su relación. La relación de Pym y Janet falla, y se revela en un flashback durante el arco argumental Secret Invasion que ha sido reemplazado por un extraterrestre de la raza Skrull.
El impostor como Yellowjacket es un personaje central en el arco argumental Civil War, uniéndose a aquellos héroes que apoyan la Ley de Registro Sobrehumano. Junto con el Sr. Fantástico (de los 4 Fantásticos) y Tony Stark, el personaje crea un clon cibernético de Thor para luchar contra los héroes anti-registro, aunque el clon no muestra moral y mata a Bill Foster (el segundo Goliat) en la batalla. Pym es secuestrado por Hulkling de los Jóvenes Vengadores, usando poderes cambiaformas para hacerse pasar por Pym y liberarando a varios héroes anti-registro en cautiverio. Al término de la Guerra Civil, el impostor es nombrado "Hombre del Año" por la revista Time por su papel.
El impostor Skrull Criti Noll se convierte en uno de los principales administradores en el Campamento Hammond, una base militar estadounidense en Stamford, Connecticut, para la formación de superhéroes registrados en el programa gubernamental, la Iniciativa. El Skrull termina el intento de reconciliación con Janet, y comienza una relación romántica con Tigra. El impostor es expuesto y derrotado por el héroe Cruzado. Después de la batalla final entre los héroes de la Tierra y los Skrulls, el Hank Pym real es encontrado con los otros héroes "reemplazados" en una nave Skrull. Después de que Janet es aparentemente asesinada en la batalla final, Pym asume su nueva identidad de superhéroe, la Avispa, en homenaje a ella. Él se reúne con los Vengadores y finalmente dirige el equipo.
La entidad cósmica Eternidad revela a Pym que él es el "Científico Supremo" de la Tierra, la contraparte científica del Hechicero Supremo de la Tierra. El embustero nórdico Loki más tarde alega que se había hecho pasar por Eternidad con el fin de manipular a Pym.

### Años 2010
Hank Pym crea la Academia de Vengadores, un programa para ayuda a entrenar jóvenes con superpoderes recién adquiridos. Pym regresa a su identidad como el Hombre Gigante en Avengers Academy #7. Pym más tarde se une a los Vengadores Secretos. Cuando una futura versión del robot-sintiente de Pym, Ultrón, conquista al mundo del presente en el arco argumental Age of Ultron, un plan de viaje en el tiempo que involucra a Wolverine y Iron Man tiene éxito en hacer que el Pym del pasado haga un cambio en su creación de Ultrón, lo cual destruye al robot con un virus informático.
Pym y Monica Chang, Jefe de la División de I.A. de la agencia de espionaje S.H.I.E.L.D., unen a un nuevo equipo llamado Vengadores I.A. con el fin de combatir la amenaza de la inteligencia artificial Dimitrios, generada por el virus que Pym utilizó para prevenir la Era de Ultrón. El equipo está formado por Pym, Victor Mancha, la Visión, y un Doombot. El equipo más tarde recibe a Alexis, quien más tarde resulta ser una de las seis inteligencias artificiales sintientes generadas por el virus Ultrón junto con Dimitrios. Meses después, Pym, una vez más utilizando la identidad de Yellowjacket, es mostrado como miembro de los Illuminati. Él es el que descubre que los Beyonders son responsables de las Incursiones en el Universo que han estado plagando el Multiverso. Más tarde, un accidente fusiona a Pym y Ultron durante el último ataque de Ultron. Luego de que el híbrido humano / máquina finalmente abandona la Tierra, se lleva a cabo un servicio fúnebre en honor de Pym, y Scott Lang recibe uno de los laboratorios de Hank.
Pym / Ultron reaparece después de ayudar a la tripulación de una nave espacial bajo ataque. Ultron es ahora la armadura de Pym en lugar de estar fusionado con él. De vuelta en la Tierra, se reincorpora a los Vengadores, pero sus compañeros de equipo y otros descubren que Ultron ha ganado el control y se está haciendo pasar por Pym. Los Vengadores terminan derrotándolo al hundirlo en el sol, pero tanto Hank como Ultron sobreviven y continúan luchando entre sí internamente.
Más tarde se reveló que Hank tuvo una hija llamada Nadia a través de su exesposa Maria Trovaya, y Nadia se convirtió en la última Avispa.
Durante la trama del Imperio Secreto, el Ultron / Hank Pym había establecido una base en un bosque no identificado en Alaska. Al ser alertado por el acercamiento de la fuerza de tarea de Sam Wilson por una versión robot de Edwin Jarvis, el Ultron / Hank Pym decide darle a su "familia" una cálida bienvenida. Cuando el equipo de Tony Stark A.I. y el Supremo Hydra Steve Rogers junto con los Vengadores de Hydra se enfrentan, son capturados por el Ultron / Hank Pym que obliga a ambos equipos a sentarse a la mesa. Ultron / Hank Pym argumenta que está haciendo esto porque los Vengadores se han convertido en una familia menos con los años, ya que muchos de ellos saltan para obedecer al Capitán América o Iron Man a pesar de la experiencia pasada que confirma que esto debería ser una mala idea. El Tony Stark A.I. responde que la única razón por la que el equipo falló como familia fue debido al ataque de Hank Pym a la Avispa. Indignado, Ultron / Hank Pym casi ataca a los otros héroes, pero Scott Lang es capaz de disuadirlo argumentando que Hank Pym sigue siendo su propia inspiración. Ultron / Hank Pym permite que el equipo de Tony Stark A.I. se vaya con el fragmento del Cubo Cósmico, argumentando que dejará los planes de Hydra Supreme solo con Hydra, ya que parece ser la mejor oportunidad para la paz mundial.
Después de descubrir que las Gemas Infinitas fueron reformadas nuevamente en el Univerve, Ultron / Hank Pym decidió recolectarlas todas. Envió a los alienígenas que había infectado con su virus para tomar la Gema Espacial de Wolverine mientras él mismo reclamaba la Gema del Alma. Los alienígenas finalmente fracasaron en su tarea, pero Ultron / Hank Pym fue capaz de robar la gema del alma de Magus después de matarlo implacablemente. Sin embargo, sin que lo supiera Ultron, mientras reclamaba la Gema del Alma, el fragmento del alma de Hank Pym entró en el Mundo del Alma, donde fue recibido por el fragmento del alma de Gamora, quien le reveló que iba a quedar atrapado allí para siempre. Poco después, el fragmento del alma de Hank encuentra y lucha contra un monstruo del Mundo del Alma conocido como Devondra, que finalmente lo devoró, atrapándolo en el proceso en un sueño engañoso que hizo que Hank creyera que había escapado del Mundo del Alma y se reunió con los Vengadores.

## Poderes y habilidades
Henry Pym es un genio científico con un doctorado en bioquímica, junto con los conocimientos en los campos de la física cuántica, la robótica / cibernética, la inteligencia artificial, y la entomología. El personaje descubrió las "Partículas Pym", las cuales permiten que la masa se desvíe o se adquiera en una dimensión alterna, cambiando su tamaño o el de otros seres u objetos. Pym es el creador del robot Ultron.
Después de experimentar constantemente el cambio de tamaño a través de cápsulas ingeridas y gas lleno de partículas, Pym finalmente es capaz de cambiar su tamaño a voluntad, y generar mentalmente partículas Pym para cambiar el tamaño de los seres vivos y objetos inanimados. Pym conserva su fuerza normal cuando tiene el tamaño de una "hormiga", y posee fuerza y resistencia sobrehumanas cuando se encuentra en su forma "gigante", gracias a la masa mayor. El traje de Pym está compuesto de un tejido elástico sintético compuesto de moléculas inestables y se adapta automáticamente a sus cambios de tamaño.
Pym también usa un casco cibernético que creó para lograr una comunicación rudimentaria con hormigas y otros insectos de orden superior. Como Yellowjacket, y luego como Avispa, Pym usa alas artificiales y lleva bio-blasters llamados "aguijones" incorporados en sus guantes. Tomó el manto de Avispa en memoria de Janet, quien se creía que estaba muerta en ese momento.
Pym también lleva una variedad de armas, provisiones e instrumentos científicos, que se reducen al tamaño de los microchips y se guardan en los bolsillos de su uniforme.
Durante su estadía con los Vengadores de la Costa Oeste, Pym construyó un vehículo de un solo hombre con inteligencia artificial llamado Rover. Rover puede comunicarse con Pym y es capaz de volar y descargar energía y ácido.
De vuelta con el equipo principal de los Vengadores, construyó un segundo Rover, parecido a un Quinjet de los Vengadores
Después de fusionarse con Ultron, ahora contiene todas las habilidades de su creación cuando tiene el control.

## Sucesores
Hay un número de personajes en el Universo Marvel que también han utilizado "Partículas Pym" para efectuar el cambio de tamaño. Estos incluyen a Janet van Dyne, Clint Barton, Bill Foster, Scott Lang, Erik Josten, Rita DeMara, Cassandra "Cassie" Lang, Eric O'Grady, Tom Foster, Raz Malhotra y Nadia Pym.

## Otras versiones

### Marvel Zombies
Es uno de los primeros héroes en infectarse, además en las distintas entregas de la saga, curiosamente interpreta una identidad distinta. Poco después de ser infectado por su esposa Janet/La Avispa, Pym decide aceptar su destino como uno de los tantos héroes infectados y para ello aprisiona a su compañero Pantera Negra como un suministro de alimento exclusivo, que consiste en comerse al héroe miembro por miembro y en secreto de todos sus demás compañeros zombificados. Ya infectado, Pym trata de secuestrar a Jarvis, el sirviente de los vengadores y así unirlo a su suministro pero sus planes son arruinados al percatarse de que Los Vengadores lo han devorado.
Después de devorar pierna y brazo de Pantera Negra, Pym es descubierto por su esposa Janet que se siente ofendida por el egoísmo de su esposo y amenaza con exponer su plan de secuestro. En respuesta a esto, Hank decapita a la Avispa y huye del laboratorio.

### Old Man Logan
Aquí pasaron 50 años después de la Era Heroica (el presente), y los súper-villanos ganaron su lucha definitiva contra los héroes, aparentemente Pym (como Giant-Man) murió en una lucha contra Venom ya que aparentemente aparece su esqueleto gigante, fue uno de tantos que murieron cuando los villanos se hicieron con el control.

### Ultimate Henry Pym
El genio científico Hank Pym ha vivido una existencia de altas y bajas, ambas junto a su esposa Janet. Novios desde la universidad, se casaron a pesar de la inseguridad e inestabilidad emocional de Hank, causantes del abuso a su pareja.
Ambos trabajaron como científicos en las instalaciones del programa de investigación del super-soldado de S.H.I.E.L.D. bajo las órdenes de Bruce Banner con quién Hank no se sentía a gusto.
Temerosa de los prejuicios anti-mutantes, Hank oculto su naturaleza mutante. Posteriormente dejó que Hank se llevara el crédito por crear sus poderes por medios científicos.Los estudios genéticos de Jan ayudaron a Pym a realizar nuevos descubrimientos en las áreas de cambio de tamaño y entomología.
Con el tiempo, la pareja fue promovida como líderes en las investigaciones y desarrollo de la fuerza gubernamental de ataque superhumana, con Banner como subalterno. Humillado y lastimado en batalla por el incontrolable Hulk, Pym se recuperó físicamente, pero su temblorosa confianza derivó en una violenta pelea doméstica con Jan, durante la cual Hank casi la mata. Pym escapó pero fue capturado y derrotado por el Capitán América.

### Age of Ultron
Cuando Wolverine piensa que matar Hank Pym solucionara todo lo sucedido por Ultron, viaja al pasado para así matarlo, la Mujer Invisible trata de detenerlo pero por la conmoción y la pérdida de sus hijos, deja que Wolverine lo asesine, creando un nuevo futuro en el cual:
1. Ultron nunca fue creado.
2. Vision, Jocasta y Victor Mancha nunca nacieron.
3. La Guerra Skrull-Kree estalló en la tierra.
4. Latveria venció Asgard
5. Iron-Man se vuelve completamente una máquina
6. Dejaron de existir los vengadores
7. Aparecen los Defenders (Coronel America, Hulk, The Thing, Dr. Strange, Cable, Capitán Marvel (Janet Van Dane), Wolverine, Star Lord)
8. Thor dejó la tierra
9. La Magia venció a la Ciencia.
10. Morgan Le Fey asesina a todos.

## Apariciones en otras series

### Civil War
Aparece como Yellowjacket y es uno de los héroes que se une al acta de registro superhumano junto con su esposa Janet. También se destaca por una de las mentes detrás de varios proyectos clandestinos para apoyar a los héroes registrados una vez iniciado el movimiento de resistencia liderado por el Capitán América. Es el autor de varias propuestas para mejorar el gobierno de los Estados Unidos junto con Tony Stark y Reed Richards, siendo la más destacada la fundación de la zona 42 una prisión construida en una dimensión paralela al universo Marvel, diseñada para aprisionar a los héroes rebeldes.

## En otros medios

### Televisión
- Hank Pym aparece como Giant-Man en la serie animada de televisión, The Marvel Super Heroes.[72]
- Pym aparece como Goliath en un cameo en la serie animada X-Men.
- Pym aparece como Ant-Man (y Giant-Man, a pesar de que es llamado usualmente como Ant-Man o Hank) en The Avengers: United They Stand, con la voz de Rod Wilson. En esta serie, él lidera a Los Vengadores.
- Hank Pym aparece como Ant-Man en Fantastic Four: World's Greatest Heroes, con la voz de John Payne II.
- Hank Pym aparece como Ant-Man en la serie animada The Super Hero Squad Show, con la voz de Greg Grunberg.
- Pym aparece como Ant-Man, Giant-Man y Yellowjacket en The Avengers: Earth's Mightiest Heroes, con la voz de Wally Wingert.[73]
- Una versión alternativa de la línea de tiempo de Pym aparece en la serie animada de Disney+, What If...?, episodio "¿Qué pasaría si... el mundo perdiera sus héroes más poderosos?".[74] Después de que Hope muere en acto de servicio mientras se trabaja para S.H.I.E.L.D., Pym se consume con la locura y se convierte en Yellowjacket a buscar venganza en el director de la organización Nick Fury por eliminando candidatos potenciales para la Iniciativa Vengadores de Fury. Sin embargo, es derrotado por Fury y Loki y puesto bajo custodia asgardiana. Cuando se lo llevan, Pym le dice a Fury que honre a Hope. Una segunda versión (pero más joven) aparece en el segundo episodio de la primera temporada de What if... ? "¿Qué pasaría si... Peter Quill atacará a los vengadores?". Está versión es contactada por Howard Stark para acabar con un pequeño Peter Quill, en un principio rechaza, pero su hija Hope ve las noticias, así que Hank acepta. En una feria le echa hormigas al algodón de hormigas de Peter. Pero su hija Hope, le hace entrar en razón a Hank, de que Peter es un niño bueno. Luego acompaña a Peter Quill, a la tumba de su madre en Misuri, empatizando con el. Finalmente se une a este nuevo equipo, junto a Bill Foster, T-Chaka, Mar-Vell, Bucky Barnes, Peter y Hope.

### Películas
- Henry Pym aparece como Giant-Man en la película Ultimate Avengers, y su secuela, con la voz de Nolan North.
- En la película Next Avengers: Heroes of Tomorrow, Pym y Janet tienen un hijo llamado Henry Pym Jr. Pym fue asesinado por Ultron antes de la película. El disfraz de Giant Man destrozado de Hank se ve en la posesión de Ultron.

### Universo Cinematográfico de Marvel

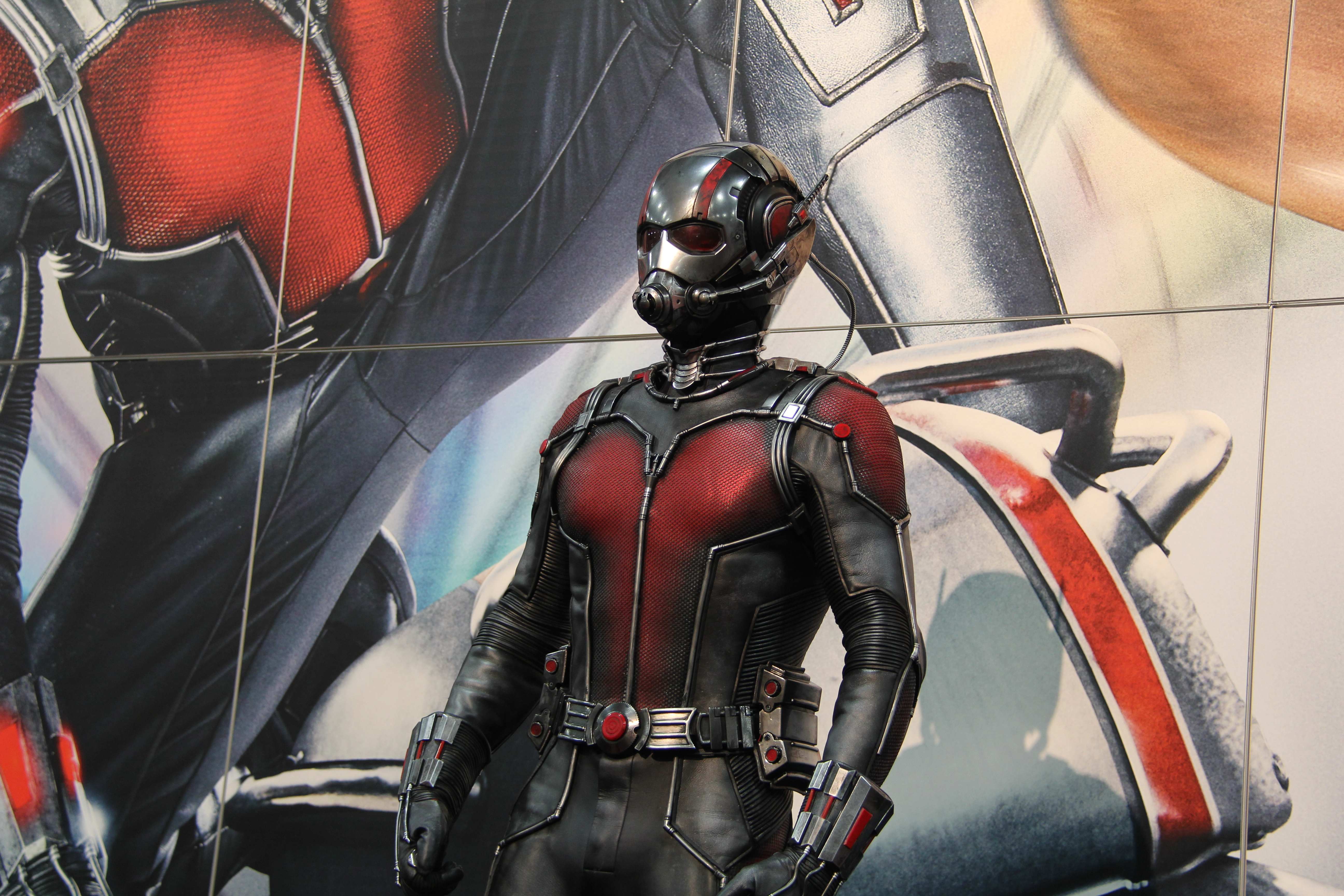
Traje utilizado en la película de Ant-Man

Michael Douglas interpreta a Hank Pym en el Universo cinematográfico de Marvel (UCM).
- Douglas aparece por primera vez como un Hank Pym más viejo en Ant-Man(2015),[76][77] mientras que Dax Griffin se presentó como una versión joven en una secuencia de retrospectiva.[78] En la película, Hank era un agente de S.H.I.E.L.D., hasta que su esposa, Janet van Dyne se redujo al reino cuántico durante una de sus misiones y descubrió que la organización estaba tratando de replicar su fórmula de partículas Pym. Después de renunciar, construye su propia empresa, Pym Technologies, pero es derrocado como CEO por su ex protegido, Darren Cross y su hija alienada, Hope van Dyne. Aunque siguió vigilando cualquier actividad sospechosa, Cross se acerca a perfeccionar la fórmula de Pym y planea vender el traje de Yellowjacket, Hank manipuló al exladrón, Scott Lang, para que le robara el traje e instruyera a Scott a ser el nuevo Ant-Man. Detener a Cross, se negó a poner a Hope en peligro a pesar de la experiencia superior de su hija, temiendo perder a Hope como a Janet. Después de descubrir que Ant-Man había regresado del reino cuántico, después de su pelea con Yellowjacket, Hank piensa que Janet sigue viva allí. En la escena de mediados de los créditos, Hank presenta un traje de Avispa, actualizado a Hope, decidiendo darle a su hija.
- Douglas repite su papel como Hank Pym en Ant-Man and the Wasp (2018).[79] En la película, Hank cree que su esposa Janet aún está viva y decide construir un puente hacia el Reino Cuántico en un laboratorio contraíble. Después de ser traicionado por el criminal Sonny Burch y atacado por la villana Fantasma (Ava Starr), no tiene más remedio que contar con los amigos de Scott, Luis, Dave y Kurt. Después de visitar a su excompañero de S.H.I.E.L.D., Bill Foster, descubre que está involucrado con Ava, que es la hija de su compañero traidor fallecido, Elihas Starr. Él y Hope intentan activar el puente, pero son arrestados por el FBI. Al recuperar el laboratorio, Pym ingresa al Reino Cuántico y recupera a Janet. Al regresar al mundo real, promete ayudar a curar la inestabilidad cuántica de Ava. En una escena poscréditos, después de enviar a Scott al reino cuántico para recolectar partículas cuánticas para ayudar a Ava, él, Janet y Hope se desintegran por el uso de Thanos del Guantelete del Infinito, como se muestra en Avengers: Infinity War.
- Pym también aparece en la película de acción en vivo Avengers: Endgame (2019),[80] con John Michael Morris como el doble más joven de Douglas.[81] Mientras viaja en el tiempo para deshacer el Blip, Steve Rogers engaña a una versión alternativa más joven de Pym para que deje su laboratorio para que el primero pueda robar las partículas de Pym y regresar a su tiempo. Más tarde, el Pym "primario" vuelve a la vida y asiste al funeral de Tony Stark.[82]
- Una tercera película de Ant-Man titulada Ant-Man and the Wasp: Quantumania (2023) está en desarrollo en Marvel Studios, y se espera que Douglas repita su papel.[83] En la película, Hank pasa más tiempo con su esposa Janet, su hija Hope, Scott y su nueva nieta Cassie. Luego al ver una invención de Cassie al enviar una señal al Reino Cuántico, él, junto a Scott, Cassie, Hope y Janet son transportados hacia ese lugar, separándose de Scott y Cassie. Al entrar, Hank, Janet y Hope encuentran seres habitantes de ese lugar, siendo gobernado por Kang el Conquistador, quién Janet no le dijo a él y Hope, sobre sus intenciones ocultas. Después de que Kang captura a Janet, se encuentra con Scott y Hope, y convoca un ejército de hormigas evolucionadas e hiperinteligentes para enfrentar al imperio de Kang para tratar de evitar que escape del reino y salvar a Cassie y Janet. Al final, Hank, Janet y Cassie regresan al mundo real, luego de que Scott y Hope derrotan a Kang.

### Videojuegos
- Pym, como Giant-Man, aparece en Avengers in Galactic Storm.
- Henry Pym aparece como un personaje no jugable en Marvel: Ultimate Alliance.
- Henry Pym aparece como Yellowjacket en Marvel Ultimate Alliance 2, con la voz de Wally Wingert.
- Ant-Man hace un cameo en Ultimate Marvel vs. Capcom 3, como en ataque especial de Hawkeye y en su final con los Nuevos Vengadores.
- Pym aparece en Marvel Super Heroe Squad Online.
- Pym aparece como personaje jugable en Marvel Avengers Alliance.
- Pym aparece como personaje jugable en Lego Marvel Super héroes como Ant Man.
- Pym aparece como un personaje jugable en Marvel Future Fight como Giant Man y Ultron Pym.